# Chauncey Golston
Chauncey Golston (Detroit, 10 febbraio 1998) è un giocatore di football americano statunitense che milita nel ruolo di defensive end per i New York Giants della National Football League (NFL).

## Carriera

### Dallas Cowboys
Golston al college giocò a football all'Università dell'Iowa. Fu scelto nel corso del terzo giro (84º assoluto) nel Draft NFL 2021 dai Dallas Cowboys. Debuttò come professionista subentrando nella gara del terzo turno contro i Philadelphia Eagles mettendo a segno 3 tackle. La sua stagione da rookie si concluse con 30 placcaggi e un sack in 15 presenze, nessuna delle quali come titolare.

### New York Giants
Il 10 marzo 2025 Golston firmó un contratto triennale del valore di 19,5 milioni di dollari con i New York Giants.